# Siwa (mitologija)
Siwa je zapadnoslavenska božica koju navodi Helmold u djelu Chronica Slavorum kao božicu Polabljana.